# پیامدهای زیست‌محیطی معدن‌کاوی

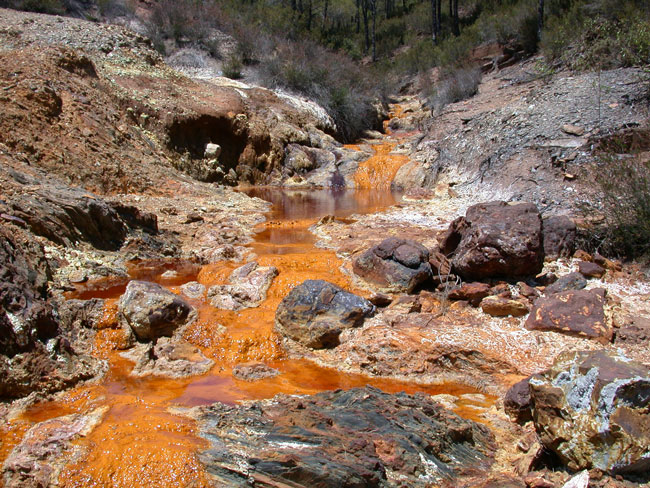
زهکشی معدن اسید در رودخانه ریوتینتو

پیامدهای زیست‌محیطی معدن‌کاوی، پیامدهای زیست‌محیطی کان‌کنی  یا پیامدهای زیست‌محیطی معدن‌کنی (به انگلیسی: Environmental effects of mining) می‌توانند بر اساس ظرفیت‌های محلی، منطقه‌ای و جهانی از طریق شیوه‌های استخراج مستقیم و غیرمستقیم ایجاد شوند. این اثرات می‌توانند به فرسایش، گودال‌ها، از دست دادن تنوع زیستی، یا آلودگی خاک، آب‌های زیرزمینی و آب‌های سطحی توسط مواد شیمیایی ناشی از خروجی فرآیندهای استخراج معدن منجر گردند. این فرایندها همچنین بر جو ناشی از انتشار کربن تأثیر می‌گذارند، موضوعی که می‌تواند بر کیفیت سلامت انسان و تنوع زیستی اثرات منفی داشته باشد.

## فرسایش

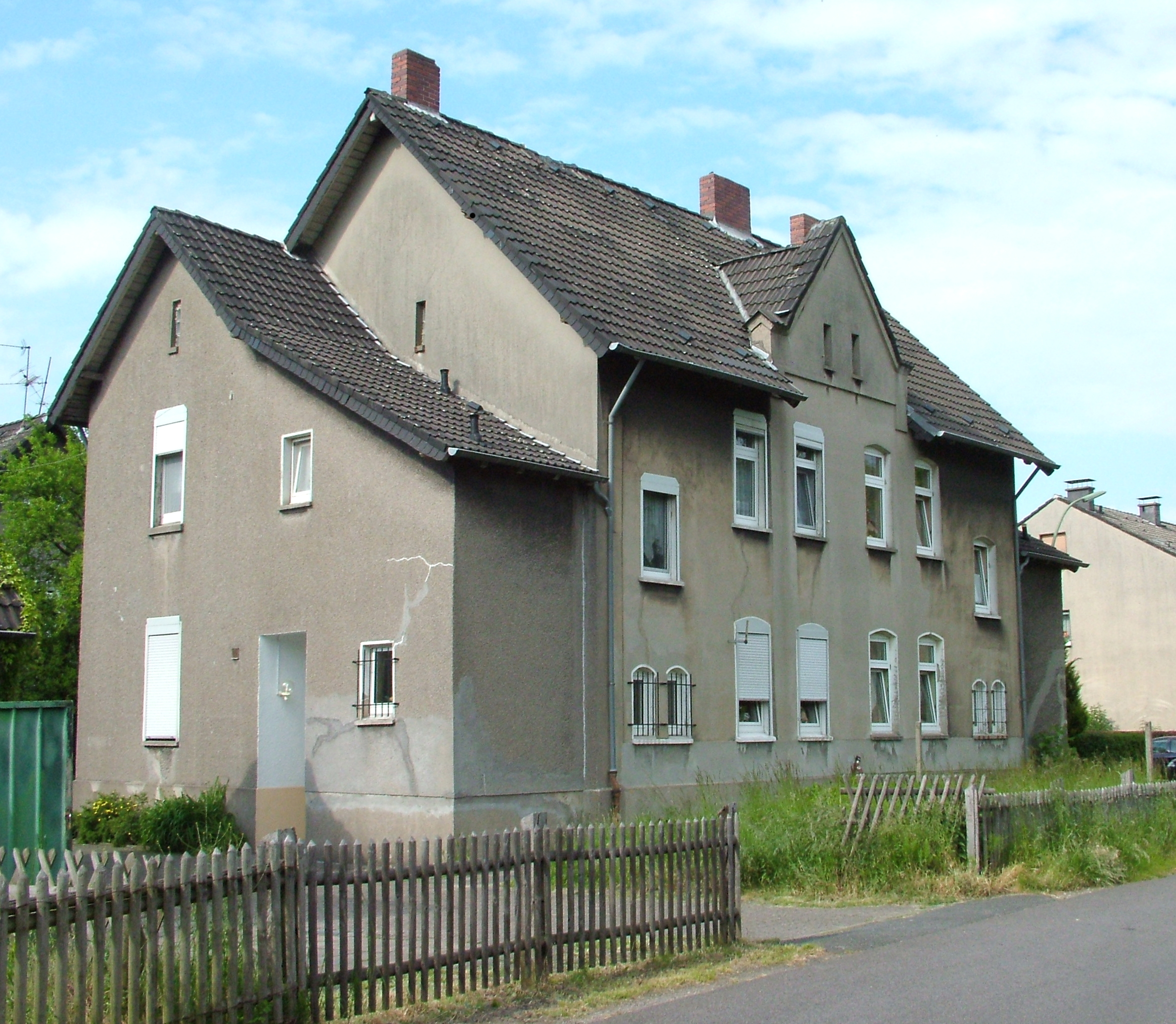
خانه‌ای در گلادبک، آلمان، با شکاف‌های ناشی از فرسایش گرانشی ناشی از معدن

فرسایش تپه‌های دامنه‌دار، زباله‌های معادن، استخرهای باطله و گل‌آلودگی ناشی از زه‌کشی‌ها، نهرها و رودخانه‌ها می‌توانند به‌طور قابل‌ توجهی بر نواحی اطراف خود تأثیر بگذارد، نمونه بارز آن معدن غول پیکر اوک تدی در پاپوآ گینه نو است. فرسایش خاک می‌تواند دسترسی به آب برای رشد گیاه را کاهش داده، باعث تنزل کمیت‌ها در اکوسیستم گیاهی گردد. فرسایش خاک عمدتاً در اثر بارش بیش از حد، فقدان مدیریت خاک و قرار گرفتن در معرض مواد شیمیایی ناشی از فرایند استخراج معادن ایجاد می‌شود. در مناطق بیابانی استخراج معادن ممکن است باعث تخریب اکوسیستم‌ها و زیستگاه‌ها بشود و در مناطق کشاورزی ممکن است چراگاه‌های مولد و زمین‌های زراعی را مختل کرده یا از بین ببرد.

## گودال‌ها
یک گودال در سایت یک معدن، معمولا به دلیل خرابی سقف معدن هنگام استخراج مواد به‌صورت پیوسته یا نا‌پیوسته ایجاد می‌گردد.

## اثرات آلودگی معدن بر انسان
انسان‌ها نیز تحت تاثیر استخراج معادن هستند. بسیاری از بیماری‌ها می‌توانند از آلاینده‌هایی که در طول فرآیند استخراج در هوا و آب منتشر می‌شوند، ایجاد شوند.